# MQ-9 Reaper
MQ-9 Reaper (engelsk: Manden med leen), oprindeligt RQ-9 Predator B, er en drone (UAV) udviklet af General Atomics Aeronautical Systems til brug for United States Air Force, United States Navy og Royal Air Force. MQ-9 er den første offensive (Engelsk:hunter-killer) UAV, designet til langvarig overvågning fra stor højde.
MQ-9 er et større og mere dueligt fly end den tidligere MQ-1 Predator, men bruger de samme jordbaserede systemer til styring. MQ-9 har en 950 hk turboprop motor, langt mere kraftfuld en Predator'ens 119 hk stempelmotor. Effekt-forøgelsen gør Reaper'en i stand til at bære 15 gange større våbenlast og flyve tre gange så hurtigt som MQ-1.
Pensioneret U.S. Air Force stabschef, general T. Michael Moseley udtalte: "Vi har bevæget os fra at bruge droner til primært efterretnings- og overvågningsopgaver før Irakkrigen, og har med Reaper'en fået en ægte ”hunter-killer”."
Den 2. oktober 2017 bekræftede U.S. Central Command, at en MQ-9 Reaper var blevet skudt ned over Yemen. Den blev formodentlig skudt ned med et skulderbåret jord-til-luft missil.

## Specifikationer
Der eksisterer flere forskellige udgaver af RQ-9/MQ-9; disse tal er blot indikationer.
Generel karakteristik
- Producent: General Atomics Aeronautical Systems Incorporated
- Landingsmåde: landingsbane
- Startmåde: startbane
- Motor: Honeywell TP331-10 turbopropmotor, 670 kW.
- Brændstofskapacitet: 1.300 kg.
- Længde: 11 m.
- Vingefang: 20 m.
- Vægt: 1.676 kg tom; 4760 kg maks. [3]

Præstationer
- Tophøjde: 15 km
- Operationel højde: 7,5 km[4]
- Flyvetid: 16-28 timer
- Rækkevidde: 5.926 km
- Lasteevne: 1.900 kg
- Tophastighed: 400 km/t
- Marchhastighed: 160 km/t

Bevæbning
- 6 ophæng under vingerne kan bære en last på 680 kg på hvert af de to inderste ophæng, 230-270 kg på de to mellemste ophæng og 68-91 kg på de yderste ophæng.
- op til 14 AGM-114 Hellfire luft til jord-missiler kan medbringes, eller fire Hellfire-missiler og to 500 lbs (227 kg) GBU-12 Paveway II laserstyrede bomber. Med tiden kommer den også til at kunne medbringe JDAM (satellitstyrede bomber) såvel som AIM 9X Sidewinder luft til luft-missiler.

Pris
- Enheds-pris (afhængig af konfigurationen) : $ 8 millioner (ca. 42 mio. DKr.)

## Kontroversiel brug
I Pakistan har flere droner været brugt i 2008, og det kulminerede i september 2008, med et anspændt forhold mellem USA og Pakistan til følge:
- Daande Darpkhel-luftangrebet, 8 . september 2008
- Miranshah-luftangrebet, 12.september 2008
- Baghar Cheena-luftangrebet, 17. september 2008